# Albert Ellis
Albert Ellis   (Pittsburgh, 27 de setembre de 1913 - Nova York, 24 de juliol de 2007)
Fou un psicoterapeuta cognitiu estatunidenc que desenvolupà la teràpia racional emotiva conductual (TREC) a partir de 1955. Fou fundador i president de l'Albert Ellis Institute, deNova York. Fou considerat el segon psicoterapeuta més influent de la història (per davant de Sigmund Freud, que n'ocupà el tercer lloc; el primer en fou Carl Rogers), segons una enquesta distribuïda al 1982 entre professionals de la psicologia dels Estats Units i el Canadà. El mateix any de la mort d'Ellis, Psycology Today el qualificà com el «psicòleg viu més important».

## Infantesa
Ellis nasqué a Pittsburgh, Pennsilvània el 27 de setembre de 1913 i es crià a Nova York. Era el major de tres germans. El pare d'Ellis era un home de negocis, activitat en què tingué poc d'èxit.
En la seua autobiografia, Ellis retrata la seua mare com una dona abstreta, amb trastorn bipolar. De vegades, segons Ellis, era una «cotorra cridanera que no escoltava». Donava la seua opinió sobre molts temes fermament. Com el pare, la mare d'Ellis era emocionalment distant dels seus fills. Quan arribà la Gran Depressió, els tres germans van haver de treballar per ajudar la família.

## Educació i principis de la seua carrera
Entra en l'àmbit de la psicologia clínica després d'obtenir una llicenciatura en vendes per la Universitat de la Ciutat de Nova York. Comença una breu carrera com a economista, seguida d'una altra com a escriptor. Aquests intents es donen durant la Gran Depressió, que començà al 1929: a Ellis els negocis li anaven malament i no tenia èxit en la ficció. Com que sí que se li donava bé escriure assaig, va investigar i escrigué sobre sexualitat, convençut d'emprendre una nova carrera en psicologia clínica.
El 1942, Ellis comença els estudis de doctorat en psicologia clínica al Col·legi de Mestres de la Universitat de Colúmbia, que formava els psicòlegs sobretot en psicoanàlisi. Completa el mestratge en psicologia clínica al juny de 1943, i fa pràctiques privades a temps parcial, mentre seguia treballant en la tesi, potser perquè llavors a Nova York els psicòlegs no necessitaven llicència. Ellis publica articles abans de doctorar-se. El 1946 escriu una crítica sobre tests de personalitat de llapis i paper, molt utilitzats. Arriba a la conclusió que només l'Inventari Multifàsic de Personalitat de Minnesotta complia les normes com a eina vàlida de recerca.
El 1947 obté un doctorat en Psicologia Clínica a Colúmbia; en aquest moment Ellis creia que la psicoanàlisi era la forma més profunda i eficaç de teràpia. Com la majoria de psicòlegs de l'època, s'interessà en les teories de Sigmund Freud. Practica la psicoanàlisi: comença una anàlisi personal i un programa de supervisió amb Richard Hülsenbeck (l'analista del qual havia estat Hermann Rorschach, un dels principals analistes formats en l'Institut de Karen Horney, i promotor del test de Rorschach). En aquest temps fa classes a la Universitat de Nova York i a la de Rutgers. Ellis completa la seua anàlisi i practica psicoanàlisi clàssica sota la direcció del seu mestre.
Però la fe d'Ellis en la psicoanàlisi aviat s'enfonsa per la poca millora en els seus pacients, per això decideix usar una aproximació neofreudiana, amb què aconseguí millors resultats, però no suficients. És per això que adopta un paper més actiu, combinant consells i interpretacions directes. Els seus pacients semblaven millorar més ràpidament que quan emprava procediments psicoanalítics passius.

## Desenvolupament de la teràpia racional emotiva conductual
Les majors influències d'Ellis foren els psicòlegs Karen Horney, Alfred Adler, Erich Fromm i Harry Stack Sullivan. Ellis reconeix Alfred Korzybski i la seua obra Ciència i seny, així com els seus estudis sobre semàntica general, com el començament del seu camí per a la creació de la teràpia racional. També es va basar en la filosofia moderna i antiga, i en les seues pròpies experiències per teoritzar sobre psicoteràpia.
El gener de 1953 trenca amb la psicoanàlisi, i es refereix a si mateix com a terapeuta racional. Desenvolupa un nou tipus de psicoteràpia més activa, directiva i dinàmica, en què es requeria que el terapeuta ajudàs el client a comprendre, —i actuar per aquesta comprensió—, que la seua filosofia personal contenia creences que contribuïen als seus dolors emocionals. La seua nova aproximació emfasitza el treball de canviar activament creences i capteniments contraproduents, autoderrotistes i rígids del pacient, demostrant la seua irracionalitat per falta d'evidències. Ellis creia que amb l'anàlisi racional la gent entendria les seues creences irracionals, i les canviaria per una posició més racional. A això se li denomina reestructuració cognitiva.
El 1954 Ellis ensenya la seua nova tècnica a altres terapeutes, i el 1957 exposa formalment la primera teràpia cognitiva, proposant que els terapeutes ajuden la gent ajustant el seu pensament i capteniment, com a tractament per a problemes de pensament i comportament. Dos anys més tard Ellis publica Com viure amb un neuròtic, en què es referia al seu mètode.
El 1960 Ellis presenta la seua nova teoria en l'Associació Americana de Psicologia, en una convenció a Chicago, però és rebut amb poc d'interés, perquè llavors l'atenció de la psicologia experimental es dirigia al conductisme, mentre que en psicologia clínica s'enfocava a les escoles de psicoanàlisi deSigmund Freud, Carl Jung, Alfred Adler i Fritz Perls. Malgrat que l'enfocament d'Ellis se centrava en l'estudi del coneixement, l'emotivitat, la conducta, i els mètodes d'anàlisis des del diàleg conscient amb el psicoterapeuta; l'èmfasi en la cognició resultà cridanera i, sovint, el reberen amb hostilitat en conferències professionals i revistes, potser exceptuant els seguidors d'Adler.
Tot i la lenta adopció del seu enfocament, Ellis funda el seu propi institut, l'Institut per a la Vida Racional, com una organització sense afany de lucre, el 1959. El 1968 és aprovat pel Consell Rector de Governadors de l'Estat de Nova York com un institut d'aprenentatge i psicologia clínica. Regularment hi oferia seminaris en què convidava un participant a l'escenari per tractar-lo. El seu mètode es feu famós per prendre sovint un estil directiu i confrontacional.

## Estudis d'avaluació de la integritat
El 1979 i durant les següents dues dècades Ellis enfoca part de les seues recerques cap a la integritat conductual mitjançant la psicologia experimental aplicada, centrant-se en la fiabilitat, honestedat i lleialtat com a conducta psicosocial, i el compromís organitzacional com a norma cognitiva avaluant concretament imatges desenvolupades en el seu Institut.
En el seu llibre Personality Theories coescrit amb Mike Abrams i Lidia Dengelegi Abrams s'estableixen les opinions d'avaluació de la integritat entenent que cada personalitat pot tenir un canvi en la seua actitud; la confiabilitat és el factor comú de les seues mostres preses, de les quals s'obtingueren grans avanços per trobar una eina per treballar amb la ment humana.

## Treball com a sexòleg i investigador de la sexualitat humana i l'amor
En la dècada dels 60, Ellis arriba a ser considerat un dels fundadors de la revolució sexual americana. Sobretot al principi de la seua carrera, era molt conegut pel seu treball com a sexòleg i per les seues humanistes i, de vegades, controvertides opinions sobre la sexualitat humana; temes que van interessar-lo des del començament de la seua carrera. També col·labora amb el conegut zoòleg i investigador sobre sexualitat Alfred Kinsey, junts treballen en una sèrie de llibres i articles sobre sexualitat humana i amor.
El 1958 publica el seu clàssic Sexe sense culpa que va arribar a ser àmpliament conegut per les seues actituds sexuals obertes. Col·laborà amb la revista The Realist de Paul Krassner; entre els seus articles, el 1964 publica «Si això és heretgia… És la pornografia perjudicial per als xiquets?». El 1965 publicar un llibre anomenat Homosexualitat: les seves causes i la seua cura, en què veia l'homosexualitat com una patologia que havia de ser guarida. El 1976 l'Associació Nord-americana de Psiquiatria reverteix la seua posició sobre l'homosexualitat, en declarar que no és un trastorn mental i, per tant, no ha de ser tractada; el mateix any, Ellis aclareix la seua opinió anterior en Sexe i l'home alliberat, exposant que alguns capteniments homosexuals estan pertorbats i poden ser objecte de tractament; però, en la majoria de casos, no s'ha de qualificar l'homosexualitat com a bona ni dolenta (exceptuant-ne la perspectiva religiosa). Prop del final de la seua vida, actualitza i reescriu Sexe sense culpa, i el 2001 el publica com a Sexe sense culpa al segle xxi. En aquest llibre exposa i millorar la seua visió humanista de l'ètica i la moral sexual; dedica un capítol a l'homosexualitat i hi dona consells i suggeriments sobre com millorar la vida amorosa i sexual.

## Ellis i la religió
En la versió original de Sexe sense culpa, Ellis afirma que les restriccions religioses sobre la sexualitat són sovint innecessàries i perjudicials per a la salut emocional. També fou famós el seu debat amb psicòlegs religiosos, incloent-hi Orval Hobart Mowrer i Allen Bergin, sobre la proposta que la religió sovint contribueix a l'angoixa psicològica. Per la seua adscripció a l'humanisme no teista, fou reconegut el 1971 com l'Humanista de l'Any per l'Associació Humanista Americana. El 2003 és un dels signants del Manifest humanista III. En els seus darrers anys, Ellis es descriu com un ateu probabilístic, que significa que, tot i reconéixer que no podia estar completament segur que no hi ha déu, creia que la probabilitat de la seua existència era tan minsa que no valia la pena parar-hi esment i triava no creure fins que les evidències n'apuntassen al contrari.
Mentre que l'ateisme i l'humanisme personal d'Ellis foren constants, els seus punts de vista sobre la funció de la religió en la salut mental canviaren amb el temps. En els primers comentaris en les convencions i en el seu institut de Nova York, declarà que les creences devotes i les pràctiques religioses eren perjudicials per a la salut mental. En «El cas contra la religiositat», un fullet de 1980 publicat pel seu institut, oferia una definició idiosincràtica de la religiositat com qualsevol creença devota, dogmàtica i exigent. Observa que els codis i persones religioses sovint manifesten la religiositat de manera exigent, però afig que la devoció exigent és evident en molts psicoterapeutas i psicoanalistes ortodoxos, devots creients polítics i ateus agressius. Al final conclou que la religió no era en si mateixa perjudicial, sinó en els casos d'extrem fanatisme com qualsevol altra idea irracional.
Ellis fou acurat a assenyalar que la teràpia racional emotiva conductual era independent del seu ateisme, car molts terapeutes de la TREC són religiosos. En els seus darrers dies, atenuà significativament la seua posició davant la religió. Encara que mantingué l'actitud atea, proposant que l'ateisme reflexiu i probabilístic és tal volta el mètode més saludable, reconegué que l'evidència suggeria que la creença en un déu d'amor podia ser psicològicament saludable. Basat en aquest enfocament sobre la religió, reformula la seua visió professional en un dels darrers llibres, El camí cap a la tolerància, i com coautor de Conselleria i psicoteràpia amb persones religioses: una aproximació de la teràpia racional emotiva conductual, juntament amb dos psicòlegs religiosos, Stevan Lars Nielsen i W. Brad Johnson, descriu els principis de la integració de material religiós amb les creences de la TREC durant el tractament de pacients religiosos. Ellis fou un defensor permanent de la pau i oponent al militarisme.

## Vida posterior

### Contribucions professionals
Tot i que moltes idees seues foren criticades en les dècades del 1950 i 1960 per l'estatus psicoterapèutic, la seua reputació cresqué enormement en els anys posteriors. Des de 1960 les teràpies cognitivoconductuals (TCC) guanyen més terreny teòric i científic. De llavors ençà les TCC, un dels fundadors de les quals fou Aaron T. Beck, a poc a poc esdevenen un dels sistemes més populars de psicoteràpia en diversos estats. A la fi de 1960 el seu institut edita una revista professional, i als 1970 estableix l'«Escola de la Vida» per a xiquets i xiquetes entre 6 i 13 anys. L'escola proporcionava un pla d'estudis que incorporava els principis de la teràpia. Malgrat la seua relativa curta vida, els grups d'interés general expressaren satisfacció pel programa. Moltes escoles de pensament psicològic reberen influència d'Albert Ellis, incloent-hi la teràpia del capteniment racional creada per un dels seus estudiants, Maxie Clarence Maultsby, Jr. Ellis tingué tant d'impacte que, el 1982, una enquesta a psicòlegs clínics i consellers nord-americans i canadencs, el situava per davant de Freud quan se'ls demanà la figura que havia exercit més influència en el seu camp. També el 1982, una anàlisi àmplia de les revistes de psicologia publicada als Estats Units trobava que Ellis era l'autor més citat des del 1957. El 1985, l'APA premià el Dr. Ellis per les seues «distingides contribucions professionals».
A mitjan dècada dels 1990 canvia el nom de la seua psicoteràpia a teràpia racional emotiva conductual, nom amb què se la coneix en l'actualitat (originàriament fou coneguda com a teràpia racional i després teràpia racional emotiva). Ho feu per subratllar la importància de la interrelació entre la cognició, l'emoció i el capteniment en el seu enfocament terapèutic. El 1994 s'actualitzà i revisà la seua obra clàssica original de 1962, Raó i emoció en psicoteràpia. Durant la resta de la seua vida continuà desenvolupant la teoria que la cognició, l'emoció i la conducta estan relacionades entre si, car creia que un sistema de psicoteràpia i canvi de capteniment n'havia d'involucrar les tres.

### Aparició pública
El treball d'Ellis es va estendre a altres àrees de la psicologia, així com a l'educació, la política, els negocis i la filosofia. Amb el temps esdevingué un prominent comentarista social, i un conferenciant especialitzat en una àmplia gamma de temes; s'enfrontà al psicòleg Nathaniel Branden sobre objectivisme i al psiquiatre Thomas Szasz sobre les malalties mentals. Criticà enfocaments psicoterapèutics oposats (com la psicoanàlisi) i qüestionà algunes doctrines de certs sistemes religiosos dogmàtics, l'espiritualisme i el misticisme.
Des de 1965 fins al final de la seua vida, dirigí els seus famosos tallers de Divendres a la nit, en què feu sessions de teràpia amb voluntaris de l'audiència. En la dècada dels 1970 introduí les seues populars «cançons humorístiques racionals», que combinaven lletres d'humor amb un missatge racional d'autoajuda en una melodia popular. Ellis també feu tallers i seminaris sobre salut mental i psicoteràpia arreu del món fins als seus darrers anys.

### Últims anys
El 2003 Albert Ellis rebé un premi de l'Associació per a la Teràpia Racional-Emotiva (Regne Unit) per la creació de la TREC.
El 2004 estigué malalt i fou hospitalitzat i operat de l'intestí. Tornà al treball després d'uns mesos en què Debbie Joffe, la seua ajudant i després esposa, en tingué cura. El 2005 hagué de replatejar-se totes les seues activitats professionals, fins i tot el consell del seu institut després d'una disputa per la seua política directiva. Ellis en tornà a la junta el gener de 2006, després de guanyar un procés civil contra els membres del consell que l'havien expulsat. El 6 de juny de 2007, els advocats d'Albert Ellis presentaren una demanda contra l'Institut Albert Ellis en el tribunal estatal de Nova York, al·legant una violació d'un contracte a llarg termini amb la institució i intentà la recuperació de la propietat amb la imposició d'un fideïcomís.
Durant els seus darrers anys col·laborà amb el Dr. Michael S. Abrams en diverses ocasions, en el seu únic llibre de text Teories de personalitat: perspectives crítiques. El penúltim llibre d'Ellis fou una autobiografia titulada Tots fora!, publicada al juny de 2010. I confià a Debbie Joffe el llegat de la seua teràpia.
Ellis mai va deixar de treballar en les seues activitats professionals, almenys 14 hores al dia, escrivia llibres, visitava els seus pacients i impartia ensenyament. En el moment de la seua mort, el 24 de juliol de 2007, quan tenia 93 anys, havia estat autor i coautor de més de 80 llibres i 1.200 articles (inclosos 800 articles científics). A principis de 2011 el llibre Teràpia racional emotiva conductual pel Dr. Albert Ellis i la seua esposa la Dra. Debbie Joffe, fou publicat per l'Associació Americana de Psicologia. El llibre explica els fonaments de la teoria de la teràpia racional emotiva conductual i es considera una excel·lent guia bàsica.